# Sharks de Miami
Ne doit pas être confondu avec Sharks de Miami (football).
Les Sharks de Miami (officiellement en anglais : Miami Sharks) sont une franchise américaine de rugby à XV basé à Miami. L'équipe a évolué en Major League Rugby en 2024 et 2025.

## Historique
En amont de la saison 2023, la ligue officialise son expansion à une nouvelle franchise à compter de la saison suivante, les Miami Sharks. Porté par des investisseurs argentins,, le club recrute dans le vivier sud-américain, autant pour les joueurs que pour son premier entraîneur en chef, José Pellicena (es).
La direction du club est initialement confiée à Mark Winokur, qui a déjà œuvré en MLR pour les Toronto Arrows. Mais les deux parties se séparent dès juillet 2023 et c'est finalement Mariano Filippini qui est mis à la tête du club.
Pour sa première saison, l'équipe réalise un recrutement sérieux avec plusieurs noms intéressants. Au niveau domestique, Miami profite du forfaits de New York pour récupérer l'international Benjamín Bonasso (en). Les Sharks signent également Eric Naposki, mis à disposition par Dallas lors du draft d'expansion, ainsi que Shane O'Leary, ancien joueur du FC Grenoble et du Rouen NR. Le recrutement à l'étranger est également solide avec entre autres les signatures du Puma Tomás Cubelli, de l'arrière chilien Santiago Videla et surtout du quatuor uruguayen du Peñarol qui sort d'une belle Coupe du monde : Reinaldo Piussi, Manuel Ardao, Felipe Etcheverry et Tomás Inciarte. Miami recrute également Stan van den Hoven, deuxième ligne néerlandais qui joue depuis cinq ans en NPC et avait effectué une saison avec les Free Jacks en 2022.
Début août 2025, après deux saisons d'activité, les Sharks déclarent forfait en vue de la saison 2026.

## Joueurs et personnalités du club

### Effectif 2025
| Poste            | Nom                 | Naissance  | Nationalité       | International | Dernier club          | Arrivée au club en |
| ---------------- | ------------------- | ---------- | ----------------- | ------------- | --------------------- | ------------------ |
| Pilier           | Rob Evans           | 14/04/1992 | Pays de Galles    | 39 (5)        | Dragons RFC           | 2023               |
|                  | Tau Koloamatangi    | 03/01/1995 | Tonga             | 7 (0)         | Moana Pasifika        | 2024               |
|                  | Alec McDonnell      | 16/07/1996 | États-Unis        | -             | Houston SaberCats     | 2024               |
|                  | Jonas Petrakopoulos | 15/09/1998 | Pays-Bas          | -             | Rugby ATL             | 2024               |
|                  | Reinaldo Piussi     | 18/05/1999 | Uruguay           | 6 (0)         | Peñarol Rugby         | 2024               |
|                  | Alex Tucci          | 18/12/1991 | États-Unis        | -             | Dallas Jackals        | 2024               |
|                  | Setu Vole           | 15/06/2001 | Samoa américaines | -             | Formé au club         | 2024               |
| Talonneur        | Alex Glover         | 14/12/1997 | États-Unis        | -             | Seattle Seawolves     | 2024               |
|                  | Sean McNulty        | 10/07/1995 | États-Unis        | 4 (0)         | San Diego Legion      | 2024               |
|                  | Kirby Myhill        | 05/02/1992 | Pays de Galles    | 1 (0)         | Cardiff Rugby         | 2023               |
| Deuxième ligne   | David Beach         | 21/11/1995 | États-Unis        | -             | Old Glory DC          | 2024               |
|                  | Michael Etete       | 05/06/1997 | Angleterre        | -             | Randwick District     | 2024               |
|                  | Rick Rose           | 28/07/2001 | États-Unis        | -             | Formé au club         | 2024               |
| Troisième ligne  | Manuel Ardao        | 09/09/1998 | Uruguay           | 23 (10)       | Peñarol Rugby         | 2023               |
|                  | Benjamín Bonasso    | 01/06/1997 | États-Unis        | 6 (0)         | Rugby New York        | 2023               |
|                  | Tomás Casares       | 11/04/1999 | États-Unis        | -             | New England Free Jack | 2024               |
|                  | Dan Pryor           | 14/04/1988 | Nouvelle-Zélande  | -             | San Diego Legion      | 2024               |
|                  | Chase Schor-Haskin  | 23/05/1999 | États-Unis        | -             | New Orleans GOLD      | 2024               |
|                  | Roelof Smit         | 11/01/1993 | Afrique du Sud    | -             | Cheetahs              | 2024               |
| Demi de mêlée    | Tomás Cubelli       | 12/06/1989 | Argentine         | 89 (75)       | Biarritz olympique    | 2023               |
|                  | Damian Morley       | 19/12/2002 | États-Unis        | -             | Stade toulousain      | 2024               |
| Demi d'ouverture | Felipe Etcheverry   | 23/06/1996 | Uruguay           | 20 (0)        | Peñarol Rugby         | 2024               |
|                  | Shane O'Leary       | 12/03/1993 | Canada            | 13 (43)       | Toronto Arrows        | 2024               |
| Centre           | Connor Burns        | 06/01/1998 | Angleterre        | -             | Utah Warriors         | 2024               |
|                  | Tomás Inciarte      | 22/10/1996 | Uruguay           | 32 (15)       | Peñarol Rugby         | 2024               |
|                  | Josh McAdam         | 24/06/1997 | Afrique du Sud    | -             | Formé au club         | 2024               |
|                  | Matías Orlando      | 14/11/1991 | Argentine         | 50 (25)       | Newcastle Falcons     | 2024               |
| Ailier           | Michael Hand        | 04/02/2001 | Irlande           | -             | Formé au club         | 2024               |
|                  | Eric Naposki        | 06/04/1999 | États-Unis        | -             | Dallas Jackals        | 2024               |
|                  | Avery Oitomen       | 26/08/1999 | Canada            | -             | Toronto Arrows        | 2024               |
|                  | Marcos Young        | 14/11/1998 | Argentine         | -             | CU Buenos Aires       | 2024               |
| Arrière          | Matías Freyre       | 19/08/1994 | Argentine         | -             | San Diego Legion      | 2024               |
|                  | Santiago Videla     | 16/01/1998 | Chili             | 17 (116)      | Selknam               | 2024               |

## Bilan par saison
| Saison | Classement | Conférence | Pts | MJ | V | N | D  | PM  | PE  | Diff | Phase finale                               |
| ------ | ---------- | ---------- | --- | -- | - | - | -- | --- | --- | ---- | ------------------------------------------ |
| 2024   | 5e         | Est        | 32  | 16 | 6 | 0 | 10 | 335 | 389 | - 54 | non qualifié                               |
| 2025   | 4e         | Est        | 41  | 16 | 8 | 0 | 8  | 380 | 442 | - 62 | quart de finale (10-32 contre New England) |